# 파울로 가르세스
파울로 안드레스 가르세스 콘트레라스 (Paulo Andrés Garcés Contreras, 1984년 8월 2일 ~ )는 칠레 축구 선수이며, 칠레 세군다 디비시온의 데포르테스 발디비아에서 골키퍼로 활약하고 있다. 그는 할콘 (Halcón)이라는 별명을 가지고 있으며, 매속이라는 뜻이다.

## 클럽 경력
파울로 가르세스는 2003년 칠레 프리메라 디비시온의 막바지 무렵 에스타디오 산 카를로스 아포킨도에서 열린 산티아고 원더러스와의 경기에서 데뷔 경기를 치렀다.